# Psilopleura scripta
Psilopleura scripta är en fjärilsart som beskrevs av Talbot 1928. Psilopleura scripta ingår i släktet Psilopleura och familjen björnspinnare. Inga underarter finns listade.